# Îngheț

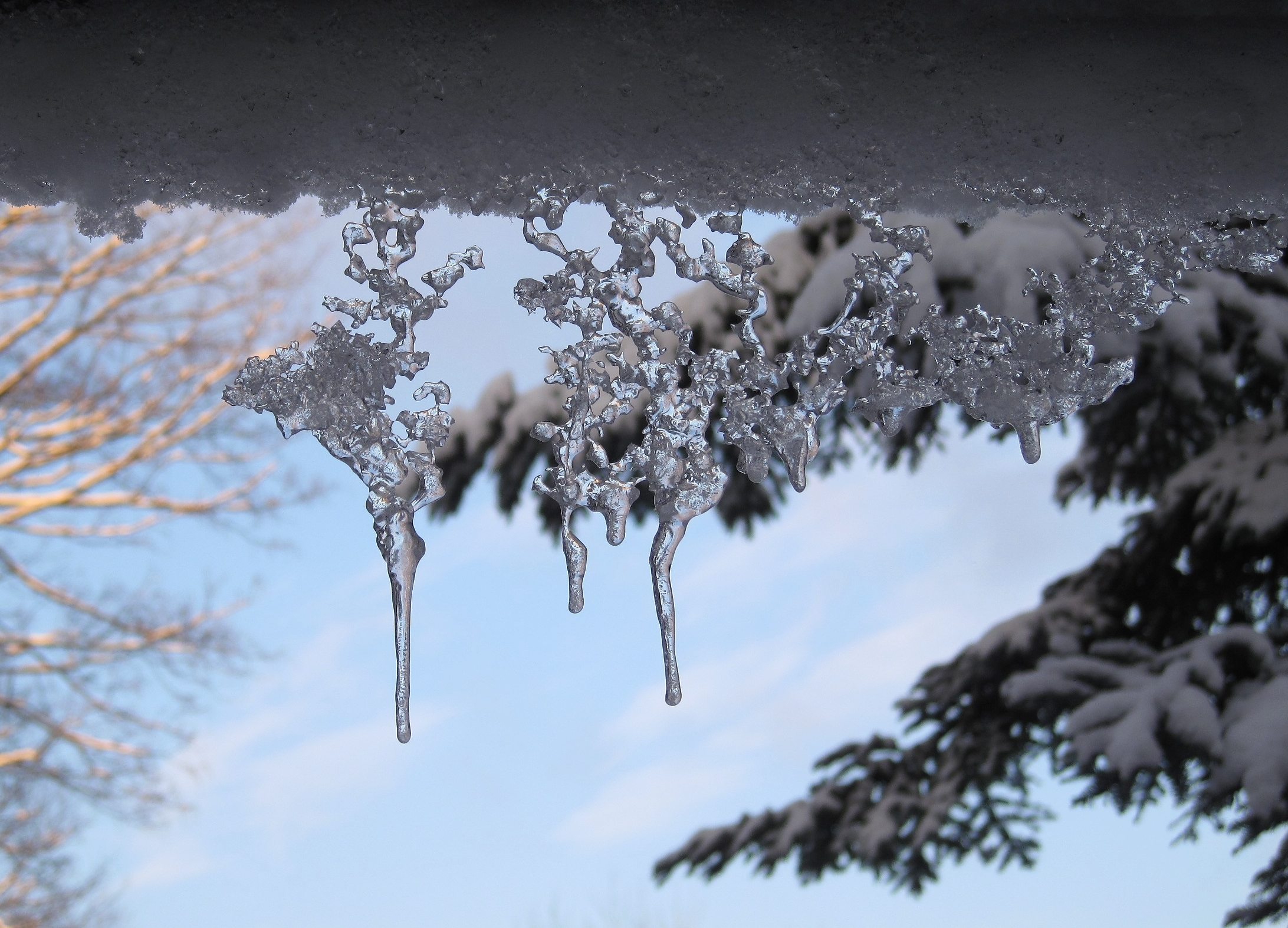
Îngheț

Înghețul, înghețarea, este un fenomen natural care se manifestă la o temperatură mai joasă de zero grade, prin fenomenul de solidificare, adică de trecere a apei în stare solidă, de gheață. Congelarea este procesul  de înghețare a soluțiilor apoase și a soluțiilor albuminoase dintr-un corp prin coborârea artificială a temperaturii în vederea conservării mai îndelungate a unor produse alimentare.  Fenomenul de îngheț în zonele de climă temperată, are loc de regulă în anotimpurile reci de toamnă târzie și iarnă.
Legat de înghețare și de ger, se poate menționa și frigul mare, care apare în toiul iernii, manifestându-se prin temperaturi foarte scăzute. În regiunile cu climă rece, ca cele din Siberia de nord, solul este înghețat tot timpul anului (permafrost). Zonele cele mai reci ale globului sunt regiunile polare, unde nici în lunile de vară, temperatura nu urcă peste 10 °C.

## Intensitate relativă îngheț
- foarte ușor de la1,5 și 0°C la −2°C
- ușor de la −2°C la −5°C
- moderat de la −5°C la −10°C
- sever de la -10°C la -15°C
- foarte sever sub −15°C

## Adâncimea de îngheț
Nivelul cel mai scăzut al izotermei de 0°C care afectează un depozit geologic.
Adâncimea maxima de îngheț se stabilește în urma măsurătorilor de specialitate statistice pe o perioada foarte lunga de timp.
Se folosește în principal în domeniul construcțiilor (la proiectarea lucrărilor de fundații)

## Articole pe teme de glaciologie
- Aisberg
- Alpii înalți
- Antarctica
- Arctica
- Ablație (fenomen)
- Balanța masei unui ghețar
- Banchiză
- Calotă glaciară
- Calotă polară
- Circ glaciar
- Climatul calotelor polare
- Criosferă
- Ecoton
- Efectul de trecere
- Efectul Massenerhebung
- Gheață
- Ghețar
- Glaciologie
- Încălzirea globală
- Îngheț
- Înzăpezire
- Lac glaciar
- Linia arborilor
- Linia ghețarilor
- Linia înghețului
- Linia de îngheț (astrofizică)
- Linia zăpezii
- Listă de țări în care ninge
- Listă de lacuri din România
- Morenă
- Nivologie
- Sculptura în gheață
- Spărgător de gheață
- Tundră
- Tundră alpină
- Zăpadă
- Zonă de ablație
- Zonă de acumulare